# Бибер (приток Родау)
Бибер (нем. Bieber) — река в Германии, протекает по земле Гессен. В верхнем течении носит названия Бибербах (нем. Bieberbach) и Лилиенграбен (нем. Liliengraben). Площадь бассейна реки в разных источниках — от 50,14 км² до 56 км². Длина реки — 16,8 км.

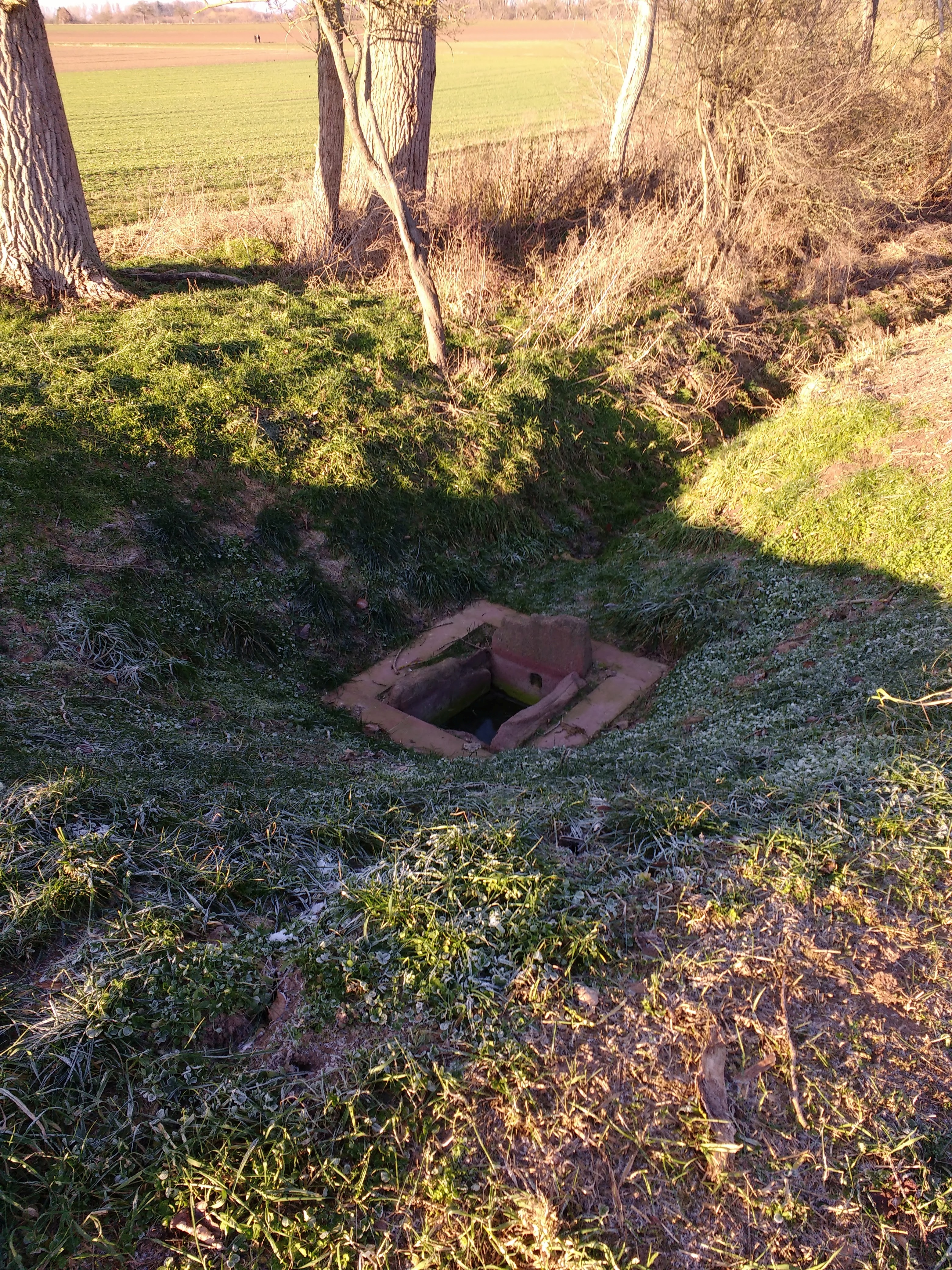
Исток Бибера